# Mięsień krzyżowo-guziczny przedni

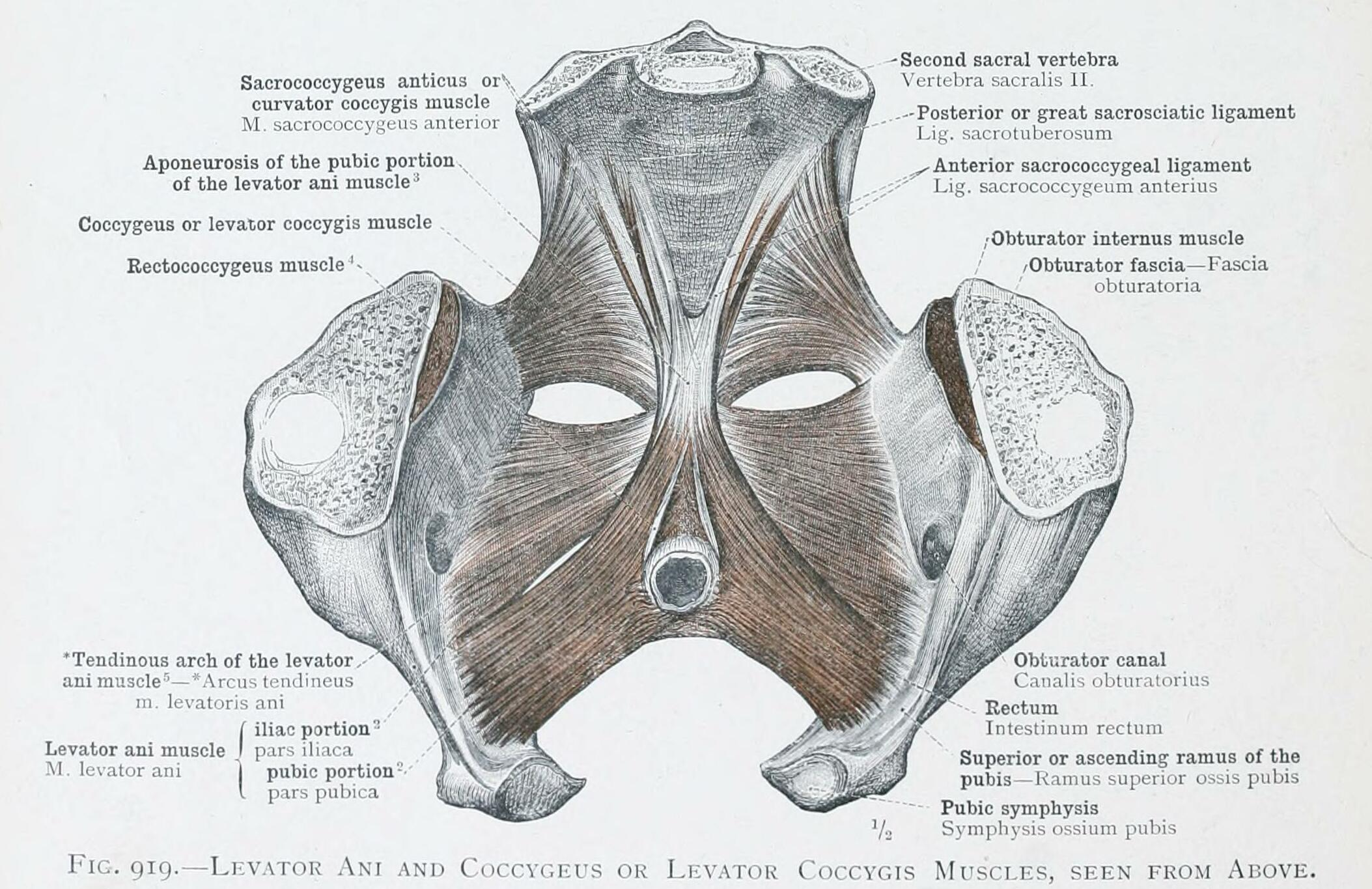
Mięsień krzyżowo-guziczny przedni podpisany M. sacrococcygeus anterior.

Mięsień krzyżowo-guziczny przedni (łac. musculus sacrococcygeus ventralis) – w anatomii człowieka szczątkowy, niestały mięsień należący do grupy krótkich głębokich mięśni grzbietu. Położony jest między przednią powierzchnią części bocznych dolnych kręgów krzyżowych i przednią powierzchnią najniższego kręgu guzicznego, stanowiąc w tej części kręgosłupa odpowiednik mięśni międzypoprzecznych bocznych lędźwi. Unerwiony jest przez nerwy od splotu guzicznego S4–S5.